# Tachaea chinensis
Tachaea chinensis är en kräftdjursart som beskrevs av Thielemann 1910. Tachaea chinensis ingår i släktet Tachaea och familjen Corallanidae. Inga underarter finns listade i Catalogue of Life.